# The Album (альбом ABBA)
The Album — пятый студийный альбом шведской поп-группы ABBA, выпущенный в 1977 году. Он считается более «американизированным» по сравнению с предшествующими, что подтверждается как признаниями участников группы, так и, косвенным образом, успехом синглов из альбома в американских чартах.
В 1978 году альбом вышел в СССР на фирме «Мелодия».

## Список композиций
Сторона «А»
1. «Eagle» (Бенни Андерсон, Бьорн Ульвеус) — 5:53
2. «Take a Chance on Me» (Бенни Андерссон, Бьорн Ульвеус) — 4:03
3. «One Man, One Woman[англ.]» (Бенни Андерссон, Бьорн Ульвеус) — 4:37
4. «The Name of the Game» (Бенни Андерссон, Стиг Андерсон, Бьорн Ульвеус) — 4:53

Сторона «Б»
1. «Move On» (Бенни Андерссон, Стиг Андерсон, Бьорн Ульвеус) — 4:45
2. «Hole in Your Soul[англ.]» (Бенни Андерссон, Бьорн Ульвеус) — 3:43
3. «Thank You for the Music» (Бенни Андерссон, Бьорн Ульвеус) — 3:51
4. «I Wonder (Departure)[англ.]» (Бенни Андерссон, Стиг Андерсон, Бьорн Ульвеус) — 4:34
5. «I’m a Marionette[англ.]» (Бенни Андерссон, Бьорн Ульвеус) — 4:05

Последние три записи в альбоме взяты из мини-мюзикла The Girl with the Golden Hair, исполнявшегося участниками группы во время их мирового турне 1977 года. Оно, равно как и фильм «ABBA: Фильм», было приурочено к выпуску данного альбома.

## Синглы
- «The Name of the Game» / «I Wonder» (live) (октябрь 1977)
- «Take a Chance on Me» / «I’m a Marionette» (январь 1978)
- «One Man, One Woman» / «Eagle» (версия сингла) (1978) (Тайвань)
- «Eagle» (версия сингла) / «Thank You for the Music» (май 1978)
- «Thank You for the Music» / «Eagle» (версия сингла) (1978) (Чили)
- «Move On» / «Mamma Mia» (1978) (Чили)
- «Thank You for the Music» / «I’m a Marionette» (СССР)